# Algodão-do-cerrado
Algodão-do-cerrado (Cochlospermum regium) é uma espécie de subarbusto da família Cochlospermaceae, nativa do cerrado, segundo maior bioma brasileiro, onde pode ser encontrada em cerrado sentido restrito.
Na época da seca, a planta perde todas as folhas, que são simples, de filotaxia alterna.
Pode ser utilizada como ornamental, possuindo propriedades medicinais.